# Petschenga
Petschenga (russisch Печенга, skoltsamisch Peäccam, nordsamisch Beahcán, finnisch Petsamo) ist eine Siedlung städtischen Typs im äußersten Nordwesten Russlands mit 2206 Einwohnern (Stand 2021). Das Gebiet Petschenga grenzt im Westen an Finnland und Norwegen sowie im Norden an einen Fjord der Barentssee. Der Ort liegt 6 km südlich des Endes des Petschengafjords, der nach weiteren 17 km nordöstlich die Barentssee erreicht.

## Geschichte

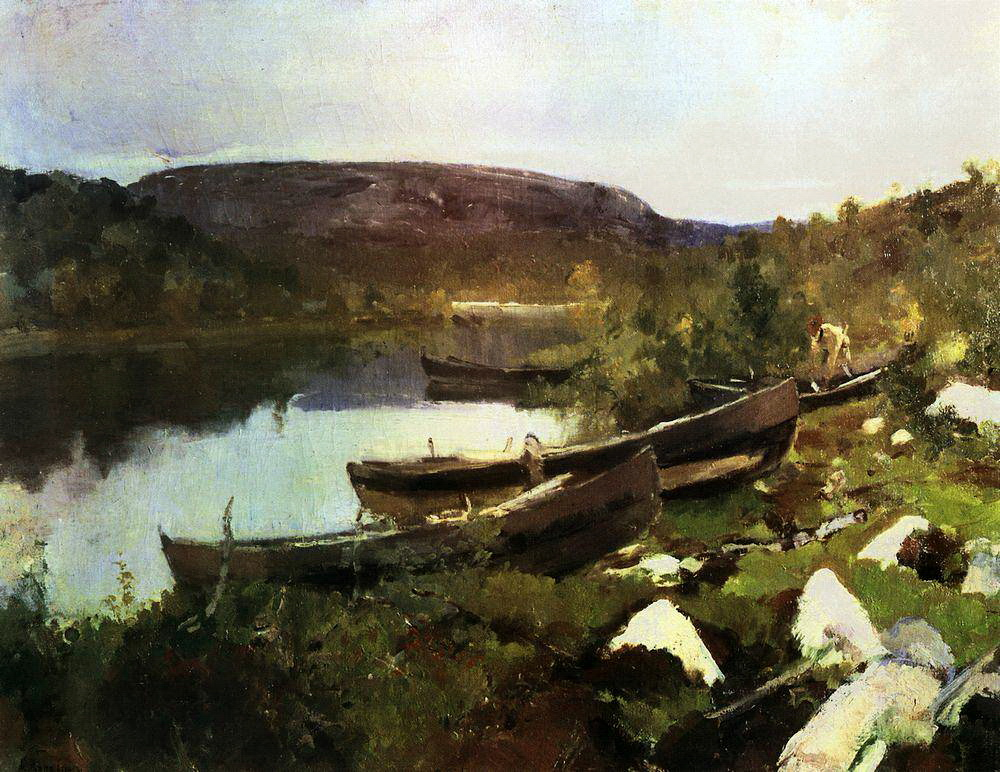
Fischerboote am Bach des Heiligen Triphon in Petschenga. Gemälde von Konstantin Korowin, 1894

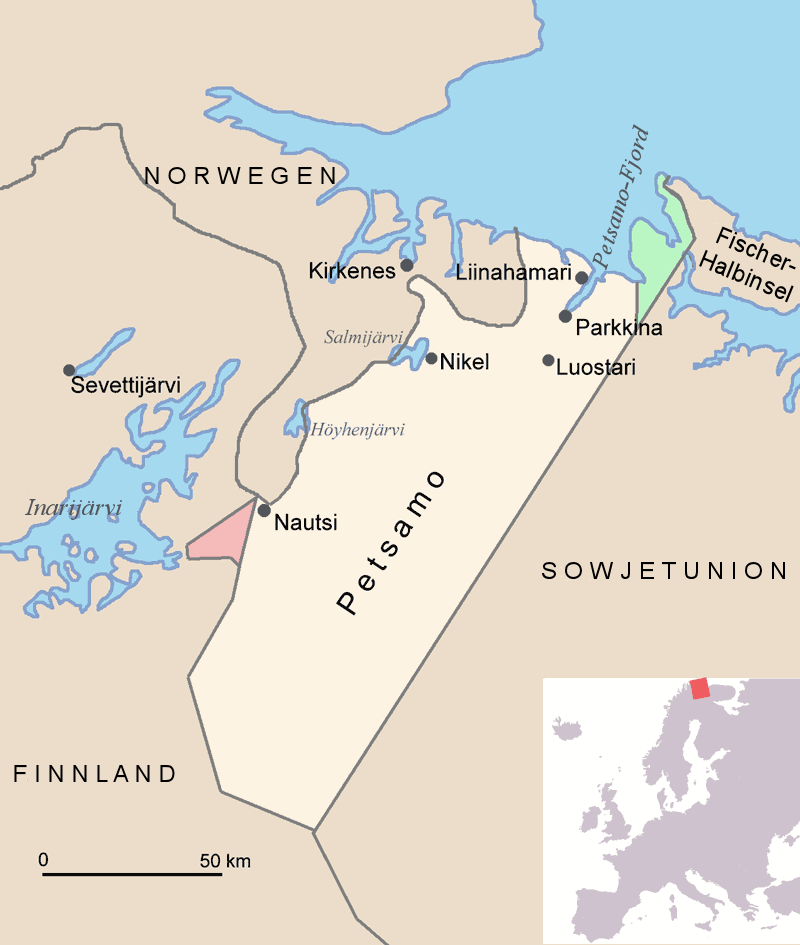
Das Gebiet von Petsamo in den Grenzen von 1920–1944. Grün: 1940 abgetreten, Rot: 1947 abgetreten

Die ersten bekannten Bewohner des Gebiets waren Skoltsamen.
Petschenga wurde 1920 im Frieden von Dorpat vom bolschewistischen Russland an das nunmehr unabhängige Finnland abgetreten. Kurzzeitig bildete es eine eigene Provinz, bis es 1921 an die Provinz Lappland angeschlossen wurde. Petsamo wurde für Finnland bedeutend, da der Ort Liinahamari (russisch Лиинахамари Liinachamari) dank des Golfstroms der einzige ganzjährig eisfreie Hafen des Landes war. Finnland konnte jedoch über diesen Hafen keine nennenswerte Fracht verschiffen, da eine Anbindung an das staatliche Eisenbahnnetz ausblieb. Hingegen wurde der Ort ein beliebtes touristisches Ziel, insbesondere nach der Fertigstellung der Eismeerstraße nach Rovaniemi im Jahr 1931.
1924 wurden in der Region große Nickelvorkommen entdeckt, mit deren Abbau Finnland ab 1934 britische, kanadische und französische Unternehmen beauftragte.
Anfang 1940 besetzte die Rote Armee im Winterkrieg das Gebiet, das die Sowjetunion mit Ausnahme der Fischerhalbinsel (Kalastajansaarento) nach dem Frieden von Moskau aber wieder räumte. Am 12. August 1940 evakuierte die USAT American Legion von hier aus 897 Personen, vor allem US-Staatsbürger, aus Skandinavien und den Baltischen Staaten nach New York City, darunter Victor Borge, Eveline von Maydell und die norwegische Kronprinzessin Märtha.
Im Deutsch-Sowjetischen Krieg der Achsenmächte gegen die Sowjetunion und dem finnischen Fortsetzungskrieg stellte Petsamo einen wichtigen Knotenpunkt für die Versorgung der Wehrmacht sowie einen bedeutenden Stützpunkt der Luftwaffe für die Eismeerjäger dar, insbesondere das Jagdgeschwader 5. Murmansk wurde von Petsamo aus wiederholt von Luftwaffe, Wehrmacht und finnischen Verbänden angegriffen. Das äußerst unwegsame Gelände erlaubte jedoch fast ausschließlich Luftangriffe, insbesondere auf die strategisch äußerst wichtige Murmanbahn nach Moskau, auf der der Nachschub der Nordmeergeleitzüge vom Hafen Murmansk ins Kampfgebiet Mittelrusslands befördert wurde.
Im Waffenstillstand von Moskau vom 19. September 1944 musste Finnland Petsamo an die Sowjetunion abtreten. Auf der Pariser Friedenskonferenz 1946 wurde der Sowjetunion zusätzlich noch das Gebiet von Jäniskoski aus der Gemeinde Inari zugeordnet.
Seither wurde die Schwerindustrie erheblich ausgebaut, was dazu geführt hat, dass der Boden und das Grundwasser der Region heute hochgradig kontaminiert sind. Zu Sowjetzeiten war Petschenga für Ausländer gesperrt, da die Nordflotte rund um Murmansk das weltweit größte Kernwaffenarsenal zusammenzog.
In der Nähe befindet sich der deutsche Soldatenfriedhof Parkkina/Petschenga, auf dem 5705 Soldaten bestattet sind.

## Bevölkerungsentwicklung
| Jahr | Einwohner |
| ---- | --------- |
| 1959 | 3458      |
| 1970 | 2576      |
| 1979 | 2084      |
| 1989 | 2671      |
| 2002 | 2959      |
| 2010 | 3188      |
| 2021 | 2206      |

Anmerkung: Volkszählungsdaten

## Söhne und Töchter des Ortes
- Andrei Monastyrski (* 1949), russischer Künstler und Autor
- Maila Nurmi (1921–2008), US-amerikanische Schauspielerin
- Erno Paasilinna (1935–2000), finnischer Autor und Journalist